# Inga Swenson
Inga Swenson (Omaha, 29 dicembre 1932 – Los Angeles, 23 luglio 2023) è stata un'attrice statunitense.

## Biografia
Debuttò come attrice nel 1957, apparendo soprattutto in serie televisive; al cinema è nota per la sua  interpretazione in Anna dei miracoli (1962) di Arthur Penn, dove ricoprì il ruolo di Kate Keller, la madre di Helen Keller, bambina sordo-cieca (e futura attivista) cui si ispira la vicenda del film. In seguito apparve anche in Stupro (1976) di Lamont Johnson, al fianco di Anne Bancroft, protagonista del film di Penn del 1962.

## Vita privata
Dal 1953 fu sposata con il tecnico del suono Lowell Harris, che le diede due figli: James, morto a 26 anni per un incidente in motocicletta, e Mark Harris, montatore cinematografico.
Ritiratasi nel 1998 dalla recitazione, dal 2000 risiedeva a Los Angeles.

## Filmografia

### Cinema
- Tempesta su Washington (Advise & Consent), regia di Otto Preminger (1962)
- Anna dei miracoli (The Miracle Worker), regia di Arthur Penn (1962)
- Stupro (Lipstick), regia di Lamont Johnson (1976)
- Betsy (The Betsy), regia di Daniel Petrie (1978)
- I giganti del West (The Mountain Men), regia di Richard Lang (1980)

### Televisione
- The United States Steel Hour – serie TV, 2 episodi (1954-1958)
- Goodyear Television Playhouse – serie TV, 1 episodio (1957)
- Playhouse 90 – serie TV, 2 episodi (1958-1959)
- The DuPont Show of the Month – serie TV, 1 episodio (1959)
- Play of the Week – serie TV, 1 episodio (1960)
- Victoria Regina, regia di George Schaefer – film TV (1961)
- Bonanza – serie TV, 2 episodi (1962-1963)
- Il dottor Kildare (Dr. Kildare) – serie TV, 1 episodio (1962)
- La parola alla difesa (The Defenders) – serie TV, 1 episodio (1962)
- The Nurses – serie TV, episodio 1x25 (1963)
- Androcles and the Lion, regia di Joe Layton – film TV (1967)
- CBS Playhouse – serie TV, 1 episodio (1968)
- Medical Center – serie TV, 2 episodi (1970-1971)
- NET Playhouse – serie TV, 1 episodio (1970)
- New York Television Theatre – serie TV, 1 episodio (1970)
- Earth II, regia di Tom Gries – film TV (1971)
- Griff – serie TV, 1 episodio (1973)
- Difesa a oltranza (Owen Marshall: Counselor at Law) – serie TV, 1 episodio (1973)
- A tutte le auto della polizia (The Rookies) – serie TV, 1 episodio (1975)
- Barnaby Jones – serie TV, 1 episodio (1976-1978)
- Sara – serie TV, 1 episodio (1976)
- Testimony of Two Men – miniserie TV (1977)
- ABC Weekend Specials – serie TV, 1 episodio (1977)
- Bolle di sapone (Soap) – serie TV, 9 episodi (1978-1979)
- Vega$ – serie TV, 1 episodio (1978)
- Ziegfeld e le sue follie (Ziegfeld: The Man and His Women), regia di Buzz Kulik - film TV (1978)
- Benson – serie TV, 158 episodi (1979-1986)
- ABC Afterschool Specials – serie TV, 1 episodio (1979)
- Highcliffe Manor – serie TV, 1 episodio (1979)
- Nord e Sud (North and South) – miniserie TV (1985)
- Nord e sud II (North and South, Book II) – miniserie TV (1986)
- Rogo (Bay Coven), regia di Carl Schenkel – film TV (1987)
- Nutcracker: Money, Madness & Murder – miniserie TV (1987)
- Hotel – serie TV, 1 episodio (1988)
- Doctor Doctor – serie TV, 3 episodi (1989)
- Cuori senza età (The Golden Girls) – serie TV, 1 episodio (1989)
- Bravo Dick (Newhart) – serie TV, 1 episodio (1989)
- La vita con Louie (Life with Louie) – serie TV animata, 2 episodi, solo voce 1997-1998)